# Саба
Саба (енгл. Saba) је специјална општина Холандије која је у саставу Карипске Холандије смештена у Карипском мору. Има површину од 13 km² и по процени из 2011. године око 2.000 становника. Острво највећим делом чини вулкан Маунт Синери, висине 866 m, који је и највиша тачка Холандије. Главни град је Ботом (The Bottom), а службени језици на острву су холандски, енглески и папијаменто (креолски). Саба је било најмање по површини острво у оквиру некадашњих Холандских Антила.

## Историја
Сматра се да су Сабу населили Сибонеји већ 1100-их п. н. е. Касније, око 800. године н. е, Араваци из Јужне Америке настанили су се на острву. Наводи се да је Кристифор Колумбо видео острво 13. новембра 1493, међутим, он се није задржао на острву, јер су га одвраћале опасне стеновите обале острва.
1632. године група бродоломаца Енглеза је пристигла на Сабу. Касније, 1635. године, залутали Француз тражио је Сабу за Луја XIII из Француске. 1640-их, холандски гувернер суседног острва Свети Еустахије послао је неколико холандских породица да колонизују острво за холандску западноиндијску компанију. 1664. године, одбијајући да се закуну на верност енглеској круни, ови изворни холандски насељеници деложирани су у Свети Мартин. Холандија је на крају стекла потпуну контролу над острвом 1816. године.
У 17. и 18. веку, главни приходи су били од шећера, индига и рума произведени на плантажама Холанђана, а касније и риболов, посебно лов на јастоге. Много црначких робова је доведено на острво да би радили на плантажама. Неки од њих су постали пирати, а неки су остали да раде на Саби.
Касније су легитимна пловидба и трговина постали важни, а многи људи са острва одлазили су на море. За то време, чипка Саба, шпански облик ручног рада који је увела часна сестра из Венецуеле, постала је важан производ који су правиле жене са острва. Током касног 19. и почетком 20. века, примарни извор прихода за острво долазили су од чипки које су производиле ове жене. Током овог временског периода, са већином острвских мушкараца који су дуже време излазили на море, острво је постало познато као „Острво жена“.
1943. године Јосеф 'Ламби' Хасел, самоуки инжењер, започео је изградњу пута на Саби, драстично побољшавајући транспорт на острву, који се пре тога обављао само пешке или мазгама. Уследио је аеродром 1963. године и веће пристаниште за туристичке бродове 1972. године. Као резултат, туризам се повећавао, постепено постајући главни део сабанске економије.
Референдум о статусу одржан је у Саби 5. новембра 2004. 86,05% становништва гласало је за ближе везе са Холандијом. То је правилно постигнуто 2010. године, када су Холандски Антили распуштени и Саба је постала посебна општина Холандије.

## Географија и екологија
Саба је мало острво величине 13 km² и кружног облика. Лежи северозападно од Светог Евстатија и југозападно од Светог Бартелемија и Сен Мартина. Терен је углавном планински, а највиши врх је Маунт Синери, који се налази на центру острва. Од северне обале лежи много мање Зелено острво. Саба је најсјевернији потенцијално активан вулкан у ланцу острва Вулкански лук Малих Антила. Са својих 887 m, Маунт Синери је уједно и највиша тачка у Краљевини Холандији.
Острво Саба је богато шумама, у којим доминира дрвеће махагоније. Стрм терен и пространи блефови који се спуштају готово право до ивице океана спречавају стварање мочвара мангрова и вегетацију. Постоји осам увала увучених у литице око острва; Cove Bay, Spring Bay, Core Gut Bay, Fort Bay (место са јединим пристаништом), Tent Bay, Ladder Bay, Wells Bay и Cave of Rum Bay.
Будући да је острво, Саба је дом бројним ендемским врстама, укључујући црну сабанску игуану (Iguana melanoderma), сабански тркач (Alsophis rufiventris), сабански гуштер (Anolis sabanus).

## Демографија
Популација Сабе је 2017. године била 2.010. Сабина мала величина довела је до прилично малог броја острвских породица. Многа се презимена деле на острву, а најбројнија су Хасел и Џонсон. 
Порекло већине породица резултат је мешања Африканаца, Холанђана, Енглеза и Шкота. Становништво такође делимично потиче од Ираца који су прогнани из те земље након приступања енглеског краља Чарлса I 1625. године. Чарлс је ове Ирце прогнао на Карибе у покушају да угуши побуну након што је присилно набавио њихове земље за своје шкотске племићке присталице.
Историјски гледано, Сабом се трговало међу многим европским народима који су се борили за власт у региону. Робови из Африке такође су увожени да раде на Саби. Последњих година Саба је постала дом велике групе исељеника и око 250 имиграната који су или студенти или наставници на Медицинском факултету Универзитета Саба. 
На острву се говоре енглески и холандски језик, који су и службени језици. Становници Сабе су углавном католици (45%), затим они који припадају хришћанској деноминацији (18%), англиканци (9%), муслимани (6%) и остали.
У Саби (као и у Бонеру и Светом Еустахију), брак истополних парова је легалан. Закон је ступио на снагу  10. октобра 2012.

## Економија
Од 2011. године, амерички долар је званична валута Сабе, замењујући холандски антилски гулден.
Пољопривреда на Саби се првенствено састоји од сточарства и узгајања поврћа, посебно кромпира. Чипка саба, такође позната и као „шпанско дело“, се још увек се производи на острву. 
Туристичка индустрија сада више доприноси економији острва него било који други сектор. Сваке године има око 25.000 посетилаца. Саба има бројне гостионице, хотеле, викендице и ресторане. Саба је позната као „Неискварена краљица“ Кариба. Саба је посебно позната по свом екотуризму, јер има изузетне дестинације за роњење, пењање и планинарење.
Као и многа карипска острва, Саба је зависна од увоза фосилних горива, што је чини рањивом на глобална колебања цена нафте која директно утичу на трошкове електричне енергије. Снабдевање електричном енергијом зависи од дизел електране која ће обезбедити 60% потражње острва.

## Култура
Велики део становништва у Саби је европског или афричког порекла. Међутим, недавни пораст имиграције такође је повећао број америчких становника који живе на острву. Појачана туристичка индустрија током последње две деценије такође је забележила већи амерички утицај, укључујући у домену хране, одеће и музике.
Животни стил на Саби је генерално спор, са мало ноћног живота, чак и са појавом индустрије екотуризма у последњих неколико деценија. Сабанци су поносни на своју историју очувања животне средине, називајући Сабу „Неисквареном краљицом“.
Сабанке настављају да производе два традиционална острвска производа, Саба лејс и Саба спајс. Саба Лејс је ручно шивена чипка, коју су жене на острву почеле да израђују крајем 19. века и од ње створиле успешан посао са Сједињеним Државама. Саба спајс је напитак од рума, куван у комбинацији зачина.
Као и на другим карипским локацијама, Сабанци организују годишњи карневал. Сабин карневал одржава се последње недеље у јулу.
Још један догађај одржан у престоници Ботом је „Дан Сабе“. Ово је национални дан острва у којем су све канцеларије, школе и продавнице затворене. Острво слави своју разноликост и културу кроз разне активности и параде. У Ботому се одржава концерт на спортском терену, где локални и други карипски уметници долазе да наступају.

## Насеља
Списак насеља по броју становника (2001):
- Ботом (462)
- Виндвардсајд (418)
- Зајонс Хил (283)
- Сент Џонс (186)

## Галерија
- Мапа острва.
- Стаза за трчање на Саби.
- Вилмина кућа на Саби.
- Стене Сабе.